# Tag des Herrn (Zeitung)
Tag des Herrn ist der Titel eines zweiwöchentlich erscheinenden römisch-katholischen Magazins für das Erzbistum Berlin und die Bistümer Dresden-Meißen, Erfurt, Görlitz und Magdeburg.

## Geschichte

### Vorläufer
Für den Bereich des heutigen Erzbistums Berlin, der bis 1929 als „Fürstbischöfliche Delegatur“ zum Bistum Breslau gehörte, erschien das Katholische Kirchenblatt der Fürstbischöflichen Delegatur für Berlin, Brandenburg und Pommern. Nach dem Abschluss des Preußenkonkordats lauteten die Titel:
- Katholisches Kirchenblatt für Berlin, Brandenburg und Pommern (ab der Ausgabe vom 6. Oktober 1929)
- Katholisches Kirchenblatt der Diözese Berlin (ab der Ausgabe vom 12. Juli 1931)
- Katholisches Kirchenblatt des Bistums Berlin (ab der Ausgabe vom 7. Februar 1932)
- Katholisches Kirchenblatt für das Bistum Berlin (ab der Ausgabe vom 19. Juni 1932)

Für Sachsen kann das 1927 erstmals als Beilage zur Sächsischen Volkszeitung erschienene St. Bennoblatt als Vorläufer gelten. Dieses katholische Medium musste jedoch 1941 eingestellt werden.

### Tag des Herrnzur DDR-Zeit
Am 7. Mai 1951 stellte das Amt für Information der DDR die Lizenzurkunde aus, die dem Leipziger St. Benno-Verlag die Herausgabe eines katholischen Sonntagsblattes erlaubte. Lizenzträger war zuerst ein einzelner Geistlicher und von 1984 bis zur deutschen Wiedervereinigung die Berliner Bischofskonferenz. Die erste Nummer erschien am 27. Mai 1951. Statt der vom Amt für Information vorgesehenen Erscheinungsweise mit wöchentlich vier Seiten einigte man sich auf ein Erscheinen im 14-täglichen Rhythmus mit acht Seiten, was bis 1988 beibehalten wurde. Verbreitungsgebiet war die gesamte DDR mit Ausnahme des Bistums Berlin, welches mit dem St. Hedwigsblatt über eine eigene Bistumszeitung verfügte. Die Zeitung konnte nur abonniert werden. Ein öffentlicher Verkauf von Kirchenzeitungen an Postzeitungskiosken war in der DDR verboten.

### Tag des Herrnvon 1989 bis 2024
Seit 1989 erschien der Tag des Herrn wöchentlich, zuletzt im Rheinischen Format mit 20 Seiten Umfang und durchgängig farbig. Seit der Neuregelung der kirchlichen Strukturen in Deutschland nach der deutschen Wiedervereinigung im Jahr 1994 ist der Tag des Herrn die Bistumszeitung von Dresden-Meißen, Erfurt, Görlitz und Magdeburg. Seit dem 6. April 2014 gibt es eine Diözesanausgabe für das Erzbistum Berlin.
Seit der deutschen Wiedervereinigung kooperierte der Tag des Herrn in verschiedenen Konstellationen mit anderen katholischen Bistumszeitungen, zuletzt in der Verlagsgruppe Bistumspresse mit den Kirchenzeitungen der Bistümer Hamburg, Hildesheim, Osnabrück, Mainz, Limburg, Fulda und Aachen. Die Zentralredaktion in Osnabrück lieferte den Mantel für diese Bistumszeitungen. Im vierten Quartal des Jahres 2023 hatte der Tag des Herrn eine verkaufte Auflage von 15.172 Exemplaren, davon 14.835 an Abonnenten.
Zum Palmsonntag, dem 24. März 2024, erschien die letzte Ausgabe des Tag des Herrn in der gewohnten Form.

### Magazin ab 2024
Seit Ostern 2024 erscheint anstelle der Wochenzeitung Tag des Herrn vierzehntäglich ein von 15 deutschen Bistümern herausgegebenes Magazin mit 64 Seiten. Die Zentralredaktion der Verlagsgruppe Bistumspresse in Osnabrück erstellt die überregionalen Seiten; die Redaktion in Leipzig trägt den Regionalteil für die (Erz-)Bistümer Berlin, Dresden-Meißen, Erfurt, Görlitz und Magdeburg bei. Die Ursachen der Neustrukturierung sind die sinkenden Auflagen und die gestiegenen Produktions- und Vertriebskosten.

## Chefredakteure
- 1951–1972: Josef Gülden CO (1907–1993) mit den Redakteuren Elfride Kiel und Wilhelm Erben (1906–1973)
- 1973–1988: Franz Peter Sonntag (1920–1987)
- 1988–1995: Gottfried Swoboda (1943–2001)
- 1995–2022: Matthias Holluba (1962–2022)
- 2023: Dorothee Wanzek (Redaktionsleitung)[4]

## Lizenzträger
- 1951–1974 Johann Hötzel (1901–1991), Bautzen
- 1975–1983 Georg Ahne (1922–1983)
- 1984–1990 die Berliner Bischofskonferenz